# Sempervivum zeleborii
Sempervivum zeleborii ist eine Pflanzenart aus der Gattung der Hauswurzen (Sempervivum) in der Familie der Dickblattgewächse (Crassulaceae). Das Artepitheton zeleborii ehrt den österreichischen Zoologen Johann Zelebor.

## Beschreibung

### Vegetative Merkmale
Sempervivum zeleborii wächst als kurz flaumhaarige, fast kugelförmige Rosettenpflanze mit einem Durchmesser von 3 bis 5 Zentimeter und bildet kurze Ausläufer. Die länglich verkehrt eiförmigen, kurz kleinspitzen Laubblätter sind graugrün. Die Blattspreite ist etwa 20 Millimeter lang und etwa 8 Millimeter breit.

### Generative Merkmale
Der Blütentrieb erreicht eine Länge von 10 bis 15 Zentimeter. Die 12- bis 14-zähligen Blüten weisen einen Durchmesser von etwa 2,5 Zentimeter auf. Ihre Kronblätter sind eiförmig bis eiförmig-lanzettlich. Die leuchtend gelben Kelchblätter sind an ihrer Basis fliederfarben. Sie sind etwa 9 Millimeter lang und 1,5 Millimeter breit. Die Staubfäden sind purpurfarben, die Staubbeutel gelb. Die gestutzten oder ausgerandeten, etwas ausgebreiteten Nektarschüppchen sind kürzer als 0,2 Millimeter.

### Genetik
Die Chromosomenzahl beträgt {\displaystyle 2n=64}.

## Systematik und Verbreitung
Sempervivum zeleborii ist in Serbien, in Bosnien-Herzegowina, im Norden von Griechenland, in Bulgarien, in der Ukraine und im Westen von Rumänien an trocknen Stellen in den Bergen verbreitet.
Die Erstbeschreibung durch Heinrich Wilhelm Schott wurde 1857 veröffentlicht.

## Nachweise